# Pic du Port de Siguer
Pic du Port de Siguer – szczyt górski w Pirenejach Wschodnich. Administracyjnie położony jest na granicy Andory (parafia Ordino) z Francją (departament Ariège). Wznosi się na wysokość 2638 m n.p.m.
Na północny wschód od Pic du Port de Siguer usytuowany jest szczyt Thoumasset (2741 m n.p.m.), na północny zachód Pic d’Arial (2681 m n.p.m.), natomiast na południe położony jest Pic de Soulanet (2584 m n.p.m.). Na północ od szczytu znajduje się jezioro Étang Blaou, a na południowy wschód Étang de Soulanet.